# Lil Pump
Гази Гарсија (енгл. Gazzy Garcia), познат под својим уметничким именом Лил Памп (енгл. Lil Pump; Мајами, 17. август 2000), амерички је репер. Постао је познат по песми Gucci Gang која је изашла 2017. године где се на Билборд хот 100 нашла на трећем месту. Остале његове познате песме су Esskeetit, D Rose, I Love It и Boss. Он је издао свој дебитански албум Lil Pump 6. октобра 2017.

## Каријера
Гарциа је започео 2017. издавањем синглова „D Rose“ и „Boss“, који су били главни хитови на СоундКлауд-у, прикупивши преко 70 милиона стреамова. Популарност "D Rose" довела је до музичког спота који је продуцирао режисер Цоле Беннетт са седиштем у Чикагу. Музички видео објављен је на ЈуТјуб-у 30. јануара 2017. и стекао је 145 милиона прегледа до јула 2018. Дана 9. јуна 2017. Гарциа је потписала рекордни уговор са Тха Лигхтс Глобал и Варнер Брос. Рецордс, само два месеца пре свог седамнаестог рођендана  . Међутим, у јануару 2018. године његов уговор са Варнер Брос. Рецордс је поништен јер је у време потписивања био малолетник..
У јулу 2017. Гарциа је путем Твитера објавио да је његов дебитантски албум у току и да ће бити објављен у августу. Иако албум није објављен у августу, већ одложен, он је уместо тога објавио песму "Gucci Gang", која је постала његов први хит на Биллбоард Хот 100, а достигла је трећу позицију 8. новембра 2017. Песма је од злата и платине од стране Асоцијације за индустрију снимања у Америци 11. јануара 2018., а од 31. јула 2018. године цертифицирана је трострука платина.
6. октобра 2017. Гарциа је објавио свој дебитантски комерцијални студијски албум, Лил Пумп, на којем су део имали и Смокепурпп, Гуцци Мане, Лил Иацхти, Цхиеф Кееф, Рицк Росс и 2 Цхаинз.

## Сукоби са законом
У фебруару 2018. Гарциа је ухапшен због коришћења оружја у насељеном месту. Према речима његовог менаџера, три мушкарца покушала су да провале у његов дом у долини Сан Фернандоа око 16 сати пре него што су пуцала у врата. Полиција је открила да је метак могао доћи из куће, а касније се вратио са налогом за претрагу, пре него што је пронашао неоптерећен пиштољ испод балкона са муницијом негде другде у резиденцији.
У августу 2018. Гарциа је ухапшен због вожње без дозволе у Мајамију. У септембру је најавио да ће ићи у затвор на „неколико месеци“ због кршења условне слободе проистеклог из хапшења. Међутим, појавио се у америчкој телевизијској емисији Сатурдаи Нигхт Ливе 29. септембра. Гарциа-ов менаџер рекао је Биллборду у октобру 2018. године да је репер издржао затворску казну, али није дао више детаља.
Дана 4. децембра 2018. године данска полиција ухапсила је Гарсију, након наступа у Веги у Копенхагену због поседовања марихуане, а Гарциа је кажњен са 700 до 800 долара. Касније је снимао пренос уживо како показује средњи прст полицајцу у притвору. Након тога му је забрањено да уђе у земљу две године.
У децембру 2018. године, Гарциа је ухапшен на аеродрому у Мајамију због недоличног понашања док је требало да полети на лет; обезбеђење је желело да претражи Гарцијев пртљаг због канабиса, али Гарциа је инсистирао на томе да га нема. Док се трагало за дрогом, током сусрета са полицијом Гарциа се наљутио и почео се гласно свађати са службеницима обезбеђења. Касније је био приведен у притвор.

## Дискографија

### Албум
- (2017)

### Синглови
- Had (2015)
- Elementary (2015)
- Lil Pump (2016)
- Movin' (Smokepurpp) (2017)
- Gucci Gang (2017)
- Boss (2017)
- D Rose (2017)
- Flex Like Ouu (2017)
- Molly(2017)
- Designer (2017)
- Next (Rich the Kid) (2017)
- I Shyne (Carnage (DJ)) (2018)
- Esskeetit (2018)
- Welcome to the Party ([Diplo) (2018)
- Drug Addicts(2018)
- I Love It (Kanye West) (2018)
- Butterfly Doors (2019)
- Racks On Racks (2019)
- Be Like Me(2019)
- Pose To Do (French Montana и Quavo)(2019)
- ILLUMINATI (Anuel AA)(2020)

## Номинације
| Year | Award           | Category           | Nominated work | Result     | Ref.   |
| ---- | --------------- | ------------------ | -------------- | ---------- | ------ |
| 2018 | Билборд 2018    | Најслушанија песма | "Gucci Gang"   | Номинација | [ 16 ] |
| 2018 | MTV Video Music | Певач године       | Lil Pump       | Номинација | [ 17 ] |